# Mancomunidad de Mairaga-Zona Media
La Mancomunidad de Mairaga - Zona Media es el ente supramunicipal que agrupa a algunos de los municipios de la Comarca de Tafalla, y a otros de la Zona Media de Navarra (España). Su sede se encuentra en la localidad de Tafalla. Su competencia y razón de ser es la gestión mancomunada del abastecimiento, saneamiento y depuración de agua (ciclo integral del agua), la recogida y gestión de los residuos urbanos, la protección del medio ambiente, la promoción del desarrollo comarcal y la mejora de las infraestructuras.

## Zona de actuación
La mancomunidad está integrada por un total de 35 núcleos de población, correspondientes a los municipios de: Barásoain, Beire, Caparroso, Carcastillo, Figarol, Garínoain, Leoz, Melida, Murillo el Cuende, Murillo el Fruto, Olite, Olóriz, Orísoain, Peralta, Pitillas, Pueyo, San Martín de Unx, Santacara, Tafalla, Ujué y Unzué. Sin embargo, no todos los municipios participan de todos los servicios ofrecidos por la entidad, dado que algunos de los citados forman parte de la Mancomunidad de Ribera Alta de Navarra para el tratamiento de los residuos urbanos.

## Abastecimiento de agua
La mancomunidad gestiona el ciclo integral del agua, que va desde su captación, pasando por el suministro a los consumidores, y hasta la entrega de las aguas residuales a las depuradoras. La mancomunidad se suministra de agua desde el embalse de Mairaga, situado en el término municipal de Oloriz. El embalse está formado por una presa de materiales sueltos con núcleo impermeable de arcilla. Recoge el agua de una cuenca de 14 km² y tiene una capacidad útil de 2,10 hm³. La mancomunidad también dispone de un aprovechamiento en el pozo de El Escal así como de un caudal proveniente de la Mancomunidad de la Comarca de Pamplona.
En 2012, y debido a la sequía, el embalse de Mairaga quedó con una reserva útil del 10% de su capacidad, lo que obligó a establecer importantes restricciones en el consumo de agua. Ello obligó a realizar una toma provisional de agua en el Canal de Navarra, a la altura del depósito de La Pedrera (Tafalla). Desde ese punto se bombeaba un caudal de 30 litros por segundo hasta una planta potabilizadora móvil instalada junto al depósito y, una vez tratada el agua, se distribuía al resto de depósitos de la zona sur de la mancomunidad (Tafalla, Olite, Beire, Pitillas, Murillo El Cuende y Traibuenas).
Como solución definitiva a este problema se ha decidido la instalación de una toma permanente de agua en el Canal de Navarra, y de una planta potabilizadora permanente en las cercanías del depósito de La Pedrera, con capacidad para procesar hasta 100 litros por segundo de agua procedente del Canal de Navarra, en su primera fase. En sucesivas fases se podría ampliar esta capacidad hasta los 300 l/s, y conseguir de esta forma que abastecer a otras localidades de la Zona Media que aún no se han integrado en la Mancomunidad.

## Gestión de los residuos urbanos
La Mancomunidad gestiona los residuos urbanos a través de su recogida selectiva, que afecta a las diferentes fracciones: materia orgánica y resto, envases, papel-cartón, vidrio, pilas, residuos especiales domiciliarios y voluminosos. La Mancomunidad participa en el Consorcio de Residuos de Navarra.
Los residuos orgánicos y de la fracción resto (contenedor verde) son trasladados a la planta de tratamiento de El Culebrete. Los envases recogidos son trasladados la planta de selección de Peralta para su posterior aprovechamiento y reciclaje.
También ha realizado campañas para el compostaje de la materia orgánica de los residuos. En concreto, en 2013 implantó 3 áreas de compostaje comunitario, 2 en Tafalla (patio de la Ikastola y Calle Escorial) y la tercera en Pueyo.
Como forma de adecuarse al objetivo fijado por el Plan Integrado de Gestión de Residuos de Navarra (PIGRN) que contempla que para el año 2020 se recoja separadamente el 50% de los biorresiduos, la mancomunidad ha anunciado que implantará el 5º contenedor para la recogida selectiva de la materia orgánica. Esta implantación se iniciará en el año 2015, comenzando en los municipios de Tafalla, Olite y Beire. Los demás municipios verán llegar los contenedores marrones en el año 2016, según la previsión ofrecida.

## Antiguo vertedero de Romerales, Tafalla
El antiguo vertedero de Romerales, en Tafalla, cesó su actividad en 2008.
En 2011 el Gobierno de Navarra acordó realizar el sellado y recuperación del vertedero. Sin embargo, la decisión fue recurrida por la Asociación ecologista Gurelur, porque no había sido sometida a Evaluación de Impacto Ambiental.